# Dino Hazard
Dino Hazard é um universo compartilhado brasileiro de ficção científica com estilos mistos de cyberpunk e aventura clássica centrada em crônicas de viagem no tempo com dinossauros e outras criaturas extintas. Tudo começou em 2015, quando um o paleontólogo Dr. Tito Aureliano publicou o romance Dino Hazard: Realidade Oculta, na época simplesmente conhecido como Realidade Oculta. Ao lado da esposa, Aline Ghilardi, Aureliano criou o blog e canal Colecionadores de Ossos. O primeiro livro foi um sucesso, e logo o projeto se expandiu para uma franquia. Agora há figuras e colecionáveis, jogo eletrônico (Dino Hazard: Chronos Blackout) e uma história em quadrinhos.
A franquia, segundo Aureliano, começou dez anos antes, e mesmo que tenha sido lançada em 2015, todo o universo foi criado há muito tempo, e ainda segundo ele, a franquia vem sendo continuamente expandida pelo casal ao longo dos anos
A franquia é sobre as desventuras das vítimas da futurista High-Tech Chronos Corporation, que aliás descobriu buracos de minhoca que viajam no tempo enquanto pesquisava fontes de energia renováveis.

## Cronologia das publicações da franquia
- Dino Hazard: Realidade Oculta (2016; livro; Edição em Português; Editora Novo Século);
- Dino Hazard Collectible Figures (2021; Irritator & Carcharodontosaurus; Yvy Figures);
- Dino Hazard Comics Volume 1 (2021; Graphic Novel; Edição em Português; Editora Dinoleta);
- Dino Hazard: Chronos Blackout (2023; Jogo eletrônico; Versão de PC; Publisher: Bone Collectors).